# 天使のレシピ
『天使のレシピ』（てんしのレシピ）は、御伽枕による日本のライトノベル。イラストは松竜が担当。電撃文庫（メディアワークス）より2006年4月から同年8月まで全2巻が刊行された。1巻は第12回電撃小説大賞選考委員奨励賞受賞作の「超告白」に、書下ろしを加えて文庫化したものであり、その後シリーズ化された。

## 登場人物
来住 修一郎（きし しゅういちろう）
吉崎 真奈（よしざき まな）
菅野 直美（すがの なおみ）
川原 伊織（かわはら いお）
雪宮 綾乃（ゆきみや あやの）
清水上 シホ（しみずうえ しほ）
上田 千波（うえだ ちなみ）
白石 敬之（しらいし たかゆき）
北御門 弥生（きたみかど やよい）
竹内 賢太郎（たけうち けんたろう）
ハル
シオン

## 既刊一覧
- 御伽枕（著）・松竜（イラスト） 『天使のレシピ』 メディアワークス〈電撃文庫〉、全2巻
  1. 2006年4月10日発売[1]、ISBN 4-8402-3386-1
  2. 2006年8月10日発売[2]、ISBN 4-8402-3514-7